# Investitionsrechnung

Abzinsung (Beispielhafte Übersicht)

Eine Investitionsrechnung ist eine Kalkulation, mit der geprüft wird, ob eine Investition wirtschaftlich sinnvoll ist.
Dabei kann untersucht werden, ob eine Investition absolut vorteilhaft ist, das heißt für sich genommen einen positiven Beitrag zum Unternehmensergebnis leistet, oder ob sie relativ vorteilhaft ist, das heißt das Unternehmen besser stellt als eine andere Lösung.
Die Eingangsdaten für Investitionsrechnungen sind in der Regel Prognosedaten. Das Ergebnis einer Investitionsrechnung ist somit mit Unsicherheit behaftet. 
Mit einer Investitionsentscheidung verbundene Risiken können durch Szenarioanalysen sichtbar gemacht und in ihrer Höhe eingegrenzt werden. Höhere Risiken sollten sich in einem höheren erwarteten Ergebnis widerspiegeln. Eine angemessene Vergütung des eingegangenen Risikos kann in die Investitionsrechnung mit verschiedenen Methoden integriert werden.

## Klassische Verfahren

### Statische Verfahren
Statische Verfahren verwenden Erfolgsgrößen der Kosten- und Erlösrechnung. Dadurch soll der Datenerhebungsaufwand gering gehalten und der Rechenaufwand begrenzt werden. Anstatt die Einzeldaten aus Nettozahlungen und Anfangsauszahlung zu verwenden, werden Durchschnittswerte gebildet. Bei stark unterschiedlichen Zahlungsstrukturen kann eine Durchschnittsbetrachtung nur Näherungswerte liefern.
- Kostenvergleichsrechnung
- Gewinnvergleichsrechnung
- Rentabilitätsrechnung
- Amortisationsrechnung
- MAPI-Methode

### Dynamische Verfahren
Bei den dynamischen Verfahren werden mehrere Perioden unter dem Gesichtspunkt der Wirtschaftlichkeit betrachtet. Der aufgewendete Barwert für die Investition wird den Barwerten der Einnahmen in einer über mehrere Rechnungsperioden angelegten Planung gegenübergestellt. Die Beschaffung der Daten ist aufgrund der zeitlichen Differenz aufwendig, gewichtet aber den zeitlichen Anfall der Zahlungsströme mittels Auf- oder Abzinsung. Übersteigt der Barwert der Einnahmen den Investitionsaufwand, wird die Investition als wirtschaftlich betrachtet. Eingesetzt werden mathematische Modelle, um Investitionsentscheidungen planen, umsetzen und kontrollieren zu können. Die Modelle basieren auf den Zahlungen der Vorperioden. Es gilt der Grundsatz: „Heute verfügbares Geld ist mehr wert als künftiges.“
- Kapitalwertmethode
- (Vermögens)Endwertmethode
- Methode des internen Zinsfußes
- Annuitätenmethode
- Dynamische Amortisationsrechnung
- Economic Value Added

## Verfahren mit vollständigen Finanzplänen
- Investitionsrechnung mit vollständigen Finanzplänen („VOFI“)

## Risikoerfassung
Bei den klassischen Verfahren der Investitionsrechnung sowie dem vollständigen Finanzplan wird nur eine unzureichende Analyse der Einzelrisiken durchgeführt. Lediglich über Diskontierungszinssätze werden sie einbezogen. Zum Treffen einer sinnvollen unternehmerischen Entscheidung ist die Aggregation der mit einer Investition einhergehenden Einzelrisiken essentiell.
Im Allgemeinen verhalten sich Rendite und Risiko meist proportional, das bedeutet je unsicherer eine Investition ist, desto höher ist der mögliche Ertrag. Das Verhältnis dieser beiden Kennzahlen lässt sich in einem Diagramm abbilden (Rendite-Risiko-Diagramm), was die Entscheidungsfindung bspw. bei mehreren Investitionsprojekten erleichtert. Dabei ist zu berücksichtigen, dass man Risiko als Chance oder Gefahr sehen kann.

### Performancemaße
Anhand der Positionierung einer Investition innerhalb des Rendite-Risiko-Diagramms, lässt sich deren Performancemaß ableiten. Dieses ergibt sich aus der Kombination von Erwartungswert {\displaystyle E(X)} (z. B. Gewinn), mit einem zugehörigen Risikomaß {\displaystyle R(X)} wie Standardabweichung oder Value at Risk:
{\displaystyle p^{ea}(X)=f(E(X),R(X))}
Ein Beispiel für ein solches Performancemaß ist der RAVA (Risk Adjusted Value Added), welcher im Gegensatz zum gängigen EVA (Economic Value Added) aggregierte Ertragsrisiken planungskonsistent und adäquat erfasst.
{\displaystyle RAVA=E(X)-r_{f}\cdot CE-\lambda _{1-p}\cdot EKB_{1-p}}
Der RAVA reduziert den erwarteten Gewinn abzüglich risikoloser Verzinsung des eingesetzten Kapitals um einen Risikoabschlag. Das am meisten verwendete Risikomaß ist hierbei der Eigenkapitalbedarf.

### Wirkung von Risiken
Im Rahmen der Investitionsrechnung wirken sich Risiken auf zwei Größen aus. Zum einen auf den Erwartungswert und zum anderen auf den Risikoabschlag beziehungsweise Diskontierungszinssatz. Der Erwartungswert nimmt für eine Rückzahlung den wahrscheinlichsten Wert an und weist eine Eintrittswahrscheinlichkeit zu. Das Gleiche wird für eine Minimal- und Maximalerwartung durchgeführt (Dreiecksverteilung). Durch die Summation der Werte multipliziert mit ihrer Eintrittswahrscheinlichkeit ergibt sich die zu erwartende Rückzahlung. Erwartungswerte stellen stets eine zu bevorzugende Alternative zu Planwerten dar und bilden eine Berechnungsbasis für die Bestimmung weiterer Größen. Zum Beispiel für den Netto-Barwert:
{\displaystyle {\text{Netto-Barwert}}=-{\text{Investition}}+{\frac {\text{erwartete Rückzahlung}}{(1+{\text{Diskontierungszinssatz}})}}}
Wenn das Ergebnis >0 ist, gilt die Investition als wirtschaftlich und sollte durchgeführt werden.
Anhand des Erwartungswertes lässt sich auch der Risikoabschlag bestimmen. Dieser ist nämlich die Differenz zwischen Erwartungswert und Sicherheitsäquivalent. Risikoabschläge sind durch risikoaverses Verhalten gekennzeichnet. Es gilt je höher die Risikoaversion des Entscheiders und je höher das Risiko, desto größer ist der Abschlag. In diesem Fall müssen Risikoprämien gebildet werden, um den Entscheider zu kompensieren.
Eine Alternative zur Bewertung von Investitionen, neben dem Risikoabschlag, bildet die risikogerechte Diskontierung. Dafür wird ein risikoadjustierter Diskontierungszinssatz bestimmt, mit dem die Investition abgezinst wird. Dieser Zinssatz berechnet sich wie folgt:
{\displaystyle k=r_{f}\cdot \lambda \cdot V\cdot d}
Mit
{\displaystyle \lambda ={\frac {r_{m}^{e}-r_{f}}{\sigma _{r_{m}}}}} und {\displaystyle V={\frac {\sigma ({\tilde {Z}})}{E({\tilde {Z}})}}}
{\displaystyle r_{f}} ist der risikofreie Zinssatz. {\displaystyle \lambda } ist der „Marktpreis des Risikos“ und drückt die Risikoaversion aus. Er kann aus dem Ertrag-Risiko-Profil (Risiko-Rendite-Diagramm) der alternativen Investitionsmöglichkeiten abgeleitet werden. {\displaystyle d} ist der sogenannte Risikodiversifikationsfaktor, der anzeigt, welchen Anteil der Risiken eines Projektes der Eigentümer zu tragen hat (unter Berücksichtigung von Risikodiversifikationseffekten). Zuletzt noch der Variationskoeffizient {\displaystyle V}. Dieser berücksichtigt die Schwankungsbreite eines Ertrages über die Standardabweichung. Der Wert des Diskontierungszinssatzes entspricht einer dem Risikoumfang angemessenen Rendite.

### Risikogerechte Kapitalkosten
Die Höhe der Kapitalkosten stellt in der Praxis oft eine Bewertungsgrundlage für Investitionsprojekte dar. Die Geschäftstätigkeit wird nämlich danach bewertet, ob der erwartete Ertrag ausreicht, um die dafür erforderlichen Kapitalkosten zu decken. Gerade deshalb sollten diese risikogerecht erfasst werden. Dies erfolgt, indem der Kapitalkostensatz einen Zuschlag in Höhe der risikolosen Kapitalkosten, einer sogenannten Risikoprämie erfährt. Durch diese Erhöhung wird eine direkte Vergleichbarkeit zwischen der unsicheren und der sicheren Investitionsalternative hergestellt (sichere Alternative = Anlage zum risikofreien Marktzinssatz). Wie hoch die Risikoprämie ausfällt ist abhängig von der Risikoeinschätzung des Bewertenden und dem jeweiligen Bewertungsansatz. In der Praxis werden oft pauschale Risikozuschläge auf den risikolosen Zinsfuß getroffen. Problem dabei liegt in der Subjektivität der Ermittlung pauschaler Risikozuschläge, welche auf Grund fehlender theoretischer Begründbarkeit willkürlich erscheinen.

### CAPM
Das Capital Asset Pricing Model (CAPM) wurde ursprünglich nur zur Berechnung von Aktienrenditen genutzt. Aus Mangel an Alternativen und der Einfachheit des Modells wurde es ausgeweitet und beispielsweise auch zur Bewertung von Investitionsprojekten herangezogen. Für diesen Zweck ist es in der Praxis allerdings irrelevant, da die Unvollkommenheit des Kapitalmarktes nicht berücksichtigt wird („Annahme des perfekten Kapitalmarkts“). Risikoerfassung erfolgt im CAPM über den sogenannten β-Faktor, welcher ein Maß für das Risiko einzelner Aktien in Relation zum Risiko des Marktes darstellt.
Wenn trotzdem der traditionelle Ansatz des CAPM angewandt werden möchte, sollte die Risikoabschlag- oder auch Sicherheitsäquivalentvariante des CAPM genutzt werden. Dabei werden die bewertungsrelevanten Informationen über die Risiken der unsicheren Zahlung auf ein geeignetes Risikomaß verdichtet und bei der Wertberechnung berücksichtigt.

### Replikationsansatz
Eine Alternative zu CAPM, ohne dessen Restriktionen, ist die Herleitung von Bewertungsgleichungen mittels Replikation. Hierbei wird zur Bestimmung des Wertes einer unsicheren Zahlung in einem periodischen Modell eine erwartungstreue und risikoadäquate Duplizierung (Replikation) durchgeführt. Dafür sollten zwei Anlagemöglichkeiten vorhanden sein, das Marktportfolio mit einer unsicheren Rendite und eine risikolose Anlage mit der Verzinsung {\displaystyle r_{f}} . Weitere Alternativinvestments können ebenfalls berücksichtigt werden.
Sollten bei der Replikation gleiche Annahmen wie bei CAPM getroffen werden und das Risikomaß dieselben Informationen wie die Standardabweichung und den β-Faktor enthalten, dann besteht kein Kontrast zwischen den beiden.
Es ist auch eine Erweiterung auf mehrperiodische Zahlungen möglich. Dann modelliert die Zahlung nicht nur Rückflüsse aus operativen Geschäften in der aktuellen Betriebsperiode, sondern beinhaltet gegebenenfalls auch den Wert des Unternehmens am Ende der Periode (Unterstellung, dass Anlage A am Periodenende verkauft werden kann).

### Risikodeckungsansatz
Der Risikodeckungsansatz beruht im Gegensatz zum klassischen WACC-Ansatz (Weighted Average Cost of Capital, Basis CAPM) nicht auf der Annahme eines vollkommenen Markts. Als Risikomaß wird hier der zur Deckung der Risiken notwendige Eigenkapitalbedarf herangezogen. Dadurch können mögliche Schwankungen eines Marktpreises des Investitionsprojektes vernachlässigt werden. Die Kapitalkosten werden über die Finanzierungskosten des Kapitals einzeln bestimmt. Als alternatives Risikomaß kann hier auch, anstelle des Eigenkapitalbedarfs (VaR), die Standardabweichung der Gewinne oder freier Cashflow verwendet werden. Da mit diesem Ansatz der Umfang möglicher Abweichungen des Erwartungswerts ausgedrückt wird, ist er speziell für die Bewertung ganzer Unternehmen oder prinzipiell verkaufbarere Assets heranzuziehen.

### Monte-Carlo-Simulation
Risiken sind im Allgemeinen nicht addierbar und einfache analytische Formeln sind nur in wenigen realistischen Spezialfällen dafür geeignet das Gesamtrisiko zu berechnen. Die Gründe dafür sind verschiedenste Wechselwirkungen zwischen den Risiken. Um trotzdem die Gesamtrisikoaggregation zu ermitteln wird ein iteratives Verfahren, die Monte-Carlo-Simulation, verwendet.
Der Hauptvorteil der Monte-Carlo-Simulation besteht darin, dass die oft schwierige Schätzung statistischer Abhängigkeiten zwischen den risikobehafteten Planungsvariablen der Erfolgsrechnung wesentlich vereinfacht wird. Nachdem das Modell entwickelt wurde, kann die Simulation starten und die möglichen Zukunftsszenarien werden berechnet. Nach Beendigung der Durchläufe ergeben sich risikoadäquate Erwartungswerte (oder Häufigkeitsverteilung des Gesamtrisikos) mit denen auch weitere Rechnungen möglich sind.